# Деспортіву (Уїла)
Клуб Дешпортіву да Уїла або просто Деспортіву (Лубанго) (порт. Clube Desportivo da Huíla) — ангольський футбольний клуб з міста Лубанго, який виступає в чемпіонаті Анголи з футболу (Ґірабола).

## Історія клубу
«Деспортіву» був створений ще португальською колоніальною адміністрацією в 1955 році, але після здобуття Анголою незалежності, в 1975 році, фактично припинив своє існування, тому клуб було повторно засновано 7 березня 1998 року з ініціативи групи громадян, які були зацікавлені в розвитку спорту, відпочинку та культури в провінції, на чолі з генералом Франсиску Фуртаду, першим президентом і засновником клубу.
Кольори клубу: червоний і чорний.
Домашній стадіон Деспортіву (Лубанго) — «Ештадіу Національ да Тундавала» може вмістити 20 000 вболівальників.
Окрім футбольної, клуб також має відділення з баскетболу, легкої атлетики та настільного тенісу.
17 квітня 2006 року Агостінью Трамагала було призначено новим головним тренером клубу.
За підсумками сезону 2007 року команда посіла восьме місце в елітному дивізіоні Чемпіонату Анголи з футболу.
У понеділок, 2 квітня 2012 року, у місті Лубанго, південна частина провінції Уїла, Маріу Франциску Соареша Лопеша було представлено як нового головного тренера футбольної команди «Деспортіву (Лубанго)» з другого дивізіону Чемпіонату Анголи з футболу.
У сезоні 2014 року команда дебютувала на клубних континентальних змаганнях, у Кубку конфедерації КАФ. У попередньому раунді за сумою двох поєдинків «Деспортіву» (Уїла) переграв представника Габону «КФ Мунана», але в першому раунді поступився представнику Тунісу Бізертену.

## Національні досягнення клубу
- Кубок Анголи:
  -  Фіналіст (2): 2002, 2013

- Ґіра Ангола:
  -  Чемпіон (1): 2004[7]

- Чемпіонат провінції Уїла з футболу
  -  Чемпіон (2): 2001,[8] 2004[9]

## Статистика виступів у національному чемпіонаті
| 2001 ГА b | 2002 ГБ | 2003 ГБ | 2004 ГА b | 2005 ГБ | 2006 ГБ | 2007 ГБ | 2008 ГБ | 2009 ГБ | 2010 ГБ | 2011 ГА b | 2012 ГА b | 2013 ГБ | 2014 ГБ | 2015 ГБ | 2016 ГБ |
| 1м        |         |         | 1м        |         |         |         |         |         |         |           | 1м        |         |         |         |         |
|           |         |         |           |         |         |         |         |         |         |           |           |         |         |         |         |
|           |         |         |           |         |         |         |         |         |         |           |           |         |         |         |         |
|           |         |         |           |         |         |         |         |         |         | 4         |           |         |         |         |         |
|           |         |         |           |         |         |         |         |         |         |           |           |         |         |         |         |
|           |         |         |           |         |         |         |         |         |         |           |           | 6       |         |         |         |
|           |         |         |           |         | 7       |         |         |         |         |           |           |         |         | 7       |         |
|           |         |         |           |         |         | 8       |         |         |         |           |           |         |         |         |         |
|           |         |         |           |         |         |         | 9       |         |         |           |           |         |         |         |         |
|           | 10      |         |           |         |         |         |         |         |         |           |           |         |         |         |         |
|           |         |         |           | 11      |         |         |         | 11      |         |           |           |         | 11      |         |         |
|           |         |         |           |         |         |         |         |         |         |           |           |         |         |         |         |
|           |         | 13      |           |         |         |         |         |         |         |           |           |         |         |         |         |
|           |         |         |           |         |         |         |         |         | 14      |           |           |         |         |         |         |

Примітки:1м = Вихід до Гіраболи, ГБ = Гірабола, ГА = Гіра Ангола 
    Рейтинг червоного кольору означає, що клуб вилетів з чемпіонату 
   Рейтинг пурпурного кольору означає, що клуб підвищився у класі та вилетів з чемпіонату в тому ж сезоні

## Міжнародні досягнення клубу
| Сезон | Турнір                 | Раунд      | Клуб     | Вдома | На виїзді | Загальний |
| ----- | ---------------------- | ---------- | -------- | ----- | --------- | --------- |
| 2014  | Кубок Конфедерації КАФ | Попередній | Мунана   | 3-0   | 1-3       | 4-3       |
| 2014  | Кубок Конфедерації КАФ | 1          | Бізертен | 0-1   | 0-2       | 0-3       |

## Склад команди
Станом на 31 січня 2015 року  [Архівовано 3 березня 2016 у Wayback Machine.]

## Відомі тренери
| Мануель Артур       | (2001)         | - | (????)          |
| Арналду Чавеш       | (????)         | - | (серпень 2002)  |
| Карлуш Кейруш       | (2002)         | - | (????)          |
| Даніель Ндунгуїді   | (січень 2003)  | - | (????)          |
| Жоау Машаду         | (квітень 2003) | - | (листопад 2003) |
| Антоніу Барбоша     | (2005)         | - | (????)          |
| Жорже Умберту Чавеш | (2005)         | - | (квітень 2006)  |
| Агостінью Трамагал  | (квітень 2006) | - | (листопад 2008) |
| Антоніу Барбоша     | (грудень 2008) | - | (квітень 2010)  |
| Жоакім Флінда Можер | (2010)         | - | (жовтень 2011)  |
| Жоау Машаду         | (жовтень 2011) | - | (грудень 2011)  |
| Жоакім Флінда Можер |                |   |                 |
| Маріу Соареш        | (квітень 2012) | - | (травень 2014)  |
| Ласерда Чіпонге     | (травень 2014) | - | (листопад 2014) |
| Іву Рймунду Трака   | (грудень 2014) | - |                 |